# Góreczki Wielkie
Góreczki Wielkie – wieś w Polsce, położona w województwie wielkopolskim, w powiecie rawickim, w gminie Pakosław.
| SIMC    | Nazwa    | Rodzaj    |
| ------- | -------- | --------- |
| 1008216 | Baranowo | część wsi |

W latach 1975–1998 miejscowość administracyjnie należała do województwa leszczyńskiego.
W okresie Wielkiego Księstwa Poznańskiego (1815-1848) miejscowość wzmiankowana jako Góreczki Wielkie należała do wsi większych w ówczesnym pruskim powiecie Kröben (krobskim) w rejencji poznańskiej. Góreczki Wielkie należały do okręgu jutroszyńskiego tego powiatu i stanowiły część majątku Oczkowice, którego właścicielem był wówczas (1846) Aleksander Bojanowski. Według spisu urzędowego z 1837 roku wieś liczyła 201 mieszkańców, którzy zamieszkiwali 25 dymów (domostw). Sołtysem wsi jest Roman Kozica.